# Hilavrita fatua
Hilavrita fatua är en insektsart som först beskrevs av Melichar 1903.  Hilavrita fatua ingår i släktet Hilavrita och familjen Flatidae. Inga underarter finns listade i Catalogue of Life.